# Les Maudits Rois fainéants
Pour les articles homonymes, voir Les Rois maudits (homonymie).
Les Maudits Rois fainéants est un feuilleton télévisé humoristique de Maritie et Gilbert Carpentier, diffusé en direct en 1973 sur la deuxième chaîne de télévision française, avec les comédiens Roger Pierre et Jean-Marc Thibault.

## Présentation
Il s'agit d'une parodie du feuilleton télévisé à succès Les Rois maudits (feuilleton réalisé par Claude Barma  en 1972 à partir d'une adaptation par Marcel Jullian de la suite romanesque éponyme de Maurice Druon). Le titre « fusionne » ces « rois maudits » avec les « rois fainéants », comme furent surnommés les derniers rois mérovingiens.
Le feuilleton présentait la particularité remarquable d'être diffusé en direct, ce qui bien sûr entraînait des écarts par rapport au texte prévu. Les comédiens se mettaient alors à improviser, dans de grands éclats de rire, provoquant un sentiment de jubilation.

## Suite
Le feuilleton Les Maudits Rois fainéants fut suivi d'une suite intitulée Les z'heureux Rois z'Henri, également avec Roger Pierre et Jean-Marc Thibault.

## Postérité
Un livre signé par les auteurs de la série a été publié chez Dargaud ainsi qu'un disque publié chez Barclay (Label Barclay – CPF 920427).